# ルカ・チェッカテッリ
ルカ・チェッカテッリ（Luca Ceccatelli、1973年5月29日 - ）は、ロンドン生まれ、イタリアトスカーナ州プラート育ちのイタリア語講師、ミュージシャン。元プロテニスプレイヤー。身長180cm、70Kg。

## 経歴
父親はイタリア人、母親がイギリス人のハーフで国籍はイタリアとイギリスの両方を持っている。高校卒業後、奨学金を得てハワイ・パシフィック大学（HPU）に留学。97年にプロのコーチの職を得て来日するも、かねてより興味のあった音楽の道に転向する決意をし、2000年にプロのテニスコーチを廃業する。ちなみに彼が、ヨーロッパとは遠く離れたハワイを進学の場とし、さらにまた文化も歴史も異なる日本を就業の場としたのは、元銀行員で写真家の父親の影響が大きいのではないかと思われる（本人も民族写真家としてあちこちを冒険する父親・Egisto Nino Ceccatelli氏を「インディジョーンズみたい」と評している）。
2005年にかねてからの音楽仲間だったアレクシスとともにVagoを結成。商標権の問題からVagoをINVAGOと改称し、ボーカルとアコースティックギター、作詞、作曲を担当。2007年にはSUZUKI RECORDSよりCD「Invago」をリリースした。
2007年度からNHK教育テレビ「イタリア語会話」に出演。番組中の独身・売れないミュージシャンというキャラ設定は、レオ同様、実際の彼自身のものを使っているが、Barでバイトをしているというのはフィクションである。また、番組中で英語があまり得意でないイタリア人を演じたことがあるが、あくまでも演技で、これもフィクションである。実際は、とても流暢な英語を話す。
共演者のレオとは同郷であるため、普段から仲がいい。

## 出演
テレビ番組
- イタリア語会話（NHK教育テレビ 2007年度）
- テレビでイタリア語（NHK教育テレビ 2008年度、2009年7月～2010年9月、2011年1月～3月、2011年10月～2012年3月）

## 楽曲提供

### CM
- Honda Jet
- NISSIN Cup Noodle 木村拓哉版
- JAL First Class
- オリンパスデジタルカメラ
- キヤノンデジタルカメラ
- カルビーポテトチップス
- スズキ・スイフト（海外版）
- グンゼ BODY WILD
- NISSIN Cup Noodle Michelle Wee版
- スズキ・スイフトECO (日本版)
- キユーピーパスタソース など

### ゲーム
- Drummania･KONAMI
- Guitarfreaks･KONAMI
- GT5Prologue-PS3
- Nintendo リズム天国ゴールド(イタリア語版歌唱)